# Boom Cha
"Boom Cha" é uma canção gravada pela cantora e compositora mexicana Anahí com participação da cantora brasileira Zuzuka Poderosa, gravada para seu sexto álbum de estúdio, Inesperado (2016). Foi lançada em 11 de dezembro de 2015 como segundo single do álbum pela gravadora Universal.

## Antecedentes
Em entrevista ao blogueiro brasileiro Hugo Gloss, a cantora disse que conheceu a funkeira Zuzuka Poderosa através do produtor DJ Buddha, e ainda falou sobre a canção "ele (DJ Buddha) me mostrou uma música com uma ideia nova, e eu imediatamente pensei que deveria ser em português a colaboração (…) é uma canção que ficou muito tempo no forno. Me reuni com muitos compositores e produtores até chegar à versão final. Zuzuka teve umas ideias para a faixa e elas me encantaram, então resolvi deixar a colaboração dela maior e a convidei para escrever uma parte do rap e para estar no clipe."

## Lançamento
No início de outubro, Anahí disse em uma entrevista que lançaria a canção aquele mês, porém, por motivos desconhecidos, a cantora lançou apenas duas previews do vídeo musical da canção na sua conta oficial do Instagram.
Em 30 de novembro de 2015, vazou na internet a capa oficial do single, e no dia seguinte, a gravadora da cantora, a Universal Music anunciou que a canção e o vídeo musical viriam a ser lançados em 11 de dezembro de 2015. A gravadora também anunciou que será lançada também como single a canção "Eres".

## Recepção

### Crítica
Diego Augusto Durante, do site brasileiro Extra Pop comentou que a canção é muito diferente do que Anahí apresentou com "Rumba", mas sem deixar de ser envolvente e mostra seu gosto pelo funk carioca que está presente na canção.
O blogueiro Ernesto Ardonez comentou: "Anahí voltou a música com mais força do que nunca com seu segundo single e o vídeo musical de "Boom Cha" é um sucesso, chegando ao primeiro lugar no iTunes poucas horas depois de sua estreia, superando artistas como Adele e Justin Bieber tanto no México quanto no Brasil". Pedro Rocha, do site brasileiro Papel Pop, disse que "Anahí está com tudo e continua fazendo uma incrível mezclaa de ritmos com seu novo single".

### Desempenho comercial
O single alcançou o primeiro lugar em vendas digitais no Brasil e na República Dominicana após três horas de seu lançamento, ultrapassando artistas como Adele e Justin Bieber.

## Vídeo musical
Totalmente, estão no meu sangue e no meu coração sempre, então eu devia algo assim pra eles, mudar esse ritmo, México-Brasil, estar todos juntos e compartilhar nessa canção.

— Anahí sobre referências brasileiras no vídeo do single.
Em 17 de julho de 2015, Anahí gravou o vídeo musical da canção "Rumba", no dia seguinte, gravou o vídeo musical de "Boom Cha", que conta com a participação da cantora brasileira de funk Zuzuka Poderosa. O vídeo musical foi gravado em Miami, Florida. Foi gravado em um armazém de carga e armazenamento e sua inspiração é nos ritmos brasileiros. A coreografia ficou por conta de Tanisha Scott e o vídeo foi lançado em 11 de dezembro no Vevo da cantora, ultrapassando a marca de 200 mil visualizações em menos de 24 horas.

### Sinopse
o vídeo começa mostrando uma enorme favela, em seguida, a cantora mexicana e Zuzuka aparecem em um galpão com dançarinos dançando e tocando diversos instrumentos como tambor e pandeiro, fazendo referência aos ritmos brasileiros samba e funk carioca.

### Recepção
O vídeo musical recebeu críticas favoráveis, o jornalista brasileiro Hugo Gloss afirmou que Anahí está maravilhosa e muito "deusa" em sua nova produção. Mostrou seu agrado pela coreografia do mesmo e pela participação de Zuzuka. A revista mexicana Quien considerou o vídeo caliente e agregou: "a cantora novamente aparece "quebrando tudo" no vídeo de seu segundo single".
O site Televisa Espetáculos, considera o vídeo um "alerta hot", agregando: "Anahí volta a demonstrar que está mais linda que nunca com o lançamento de seu novo vídeo, "Bom Cha", no qual mostra alguns pasos de samba". O site brasileiro Globo.com disse que Anahí aposta em uma novidade musical que "mezcla ritmos brasileiros que vão fazer dançar todo o mundo", finalmente menciona que a cantora aparece, como sempre, linda e tem o apoio de percussionistas e bailarinos em meio de um galpão.
Daniela Bosch, da revista mexicana Caras, comentou dizendo que Anahí "conquista a América Latina com seu novo vídeo musical" e continua "segue acumulando sucessos em sua carreira musical e mostra que em apenas algumas horas de ter lançado o novo vídeo, está se posicionando nos primeiros lugares de vendas e visualizações".
Pedro Rocha, do site brasileiro Papel Pop, disse que "o vídeo musical, igual de "Rumba", traz muita festa, dança, coreografia e uma Anahí muito sensual".

## Desempenho

### Posições
| País      | Chart          | Lista   | Melhor posição |
| 2016      | 2016           | 2016    | 2016           |
| --------- | -------------- | ------- | -------------- |
| Venezuela | Monitor Latino | Top Pop | 9              |

## Histórico de lançamento
| País  | Data                   | Formato                              |
| ----- | ---------------------- | ------------------------------------ |
| Mundo | 11 de dezembro de 2015 | Rádio / Download digital / Streaming |